# Lerista rolfei
Lerista rolfei — вид сцинкоподібних ящірок родини сцинкових (Scincidae). Ендемік Австралії.

## Поширення і екологія
Lerista rolfei мешкають на заході регіону Гаскойн у Західній Австралії, а також в долині річки Ашбертон на півночі регіону. Вони живуть в сухих акацієвих заростях, в пухкому ґрунті або піску під камінням і поваленими деревами.